# Władimir Ponomariow (piłkarz)
Władimir Aleksiejewicz Ponomariow, ros. Владимир Алексеевич Пономарёв (ur. 18 lutego 1940 w Moskwie, Rosyjska FSRR) – rosyjski piłkarz, grający na pozycji obrońcy lub napastnika, reprezentant Związku Radzieckiego, trener piłkarski. Syn znanego piłkarza Aleksieja Ponomariowa.

## Kariera piłkarska

### Kariera klubowa
Wychowanek klubu Dinamo Moskwa. W 1960 rozpoczął karierę piłkarską w pierwszej drużynie Wołgi Kalinin. W 1962 roku przeszedł do CSKA Moskwa. W 1969 przez problemy zdrowotne był zmuszony zakończyć karierę piłkarską.

### Kariera reprezentacyjna
11 października 1964 debiutował w reprezentacji Związku Radzieckiego w spotkaniu towarzyskim z Austrią przegranym 0:1. Łącznie rozegrał 25 meczów.
W latach 1963–1964 rozegrał trzy mecze w olimpijskiej reprezentacji ZSRR.

## Kariera trenerska
Po zakończeniu kariery piłkarskiej pracował jako wojskowy w strukturze Ministerstwa Obrony ZSRR. Ukończył służbę w stopniu podpułkownika. Dopiero w 1991 rozpoczął pracę trenerską. Do 1993 pomagał trenować Zenit Czelabińsk. Potem zajął się własną działalnością gospodarczą.

## Sukcesy i odznaczenia

### Sukcesy klubowe
- brązowy medalista Mistrzostw ZSRR: 1964, 1965

### Sukcesy reprezentacyjne
- uczestnik Mistrzostw Świata: 1966

### Sukcesy indywidualne
- wybrany do listy 33 najlepszych piłkarzy ZSRR: Nr 1 (1964, 1965, 1966), Nr 3 (1963)

### Odznaczenia
- tytuł Mistrza Sportu
- tytuł Zasłużonego Mistrza Sportu Rosji: 1969
- Medal „Za Zasługi dla Ojczyzny” klasy II